# Montret
Montret település Franciaországban, Saône-et-Loire megyében. Lakosainak száma 763 fő (2022. január 1.). Montret Vérissey, Branges, Juif, Saint-André-en-Bresse, Saint-Étienne-en-Bresse, Saint-Vincent-en-Bresse és Savigny-sur-Seille községekkel határos.

## Népesség
A település népességének változása:
| Lakosok száma | 795  | 801  | 822  | 801  | 790  | 779  | 768  | 763  | 763  |
|               | 2013 | 2015 | 2016 | 2017 | 2018 | 2019 | 2020 | 2021 | 2022 |